# عبدالرفیق جرارد
عبدالرفیق جرارد (انگلیسی: Abdelrafik Gérard؛ زادهٔ ۸ ژوئن ۱۹۹۳) بازیکن فوتبال اهل فرانسه است.
از باشگاه‌هایی که در آن بازی کرده‌است می‌توان به باشگاه فوتبال رویال یونیون سنت ژیل و باشگاه فوتبال لانس اشاره کرد.